# Centrale Sevens
 (août 2019).
Si vous disposez d'ouvrages ou d'articles de référence ou si vous connaissez des sites web de qualité traitant du thème abordé ici, merci de compléter l'article en donnant les références utiles à sa vérifiabilité et en les liant à la section « Notes et références ».
Le Centrale Sevens (Centrale 7s) est un tournoi international de rugby à sept organisé par des étudiants de l’école d’ingénieurs CentraleSupélec (fusion des anciennes écoles Centrale Paris et Supélec). Organisé pour la première fois en 2005, il oppose chaque année, en mai, des équipes de haut niveau, nationales ou en développement, venant des quatre coins du globe. Cette dimension internationale en fait un des plus grands tournois de rugby à sept organisés par des étudiants.
À ses débuts, le tournoi avait lieu à Châtenay-Malabry, sur les terrains de rugby situés au cœur du campus de l’école Centrale Paris, mais à la suite de la fusion formant CentraleSupélec, depuis 2018 (14ème édition), le Centrale Sevens se joue à Orsay, avec la collaboration du CAORC (club de rugby d’Orsay). La XVIIIe édition aura lieu les 8 et 9 mai 2025.

## Histoire
En 2005, avec l’aide de l’école Centrale Paris, celle de Xavier Pujos, ancien entraîneur de l’équipe de rugby de l’école et soutenus financièrement par la société de nettoyage de la résidence, l’Envol, six étudiants en deuxième année créent un tournoi de rugby à 7 sur le campus de l’école. Cette première édition du Centrale Sevens accueille des équipes de sélections universitaires : 12 équipes masculines dont 5 étrangères.
Le tournoi prend de l’ampleur en 2007 grâce à la compagnie aérienne Air France qui offre des billets d’avion aux joueurs étrangers. De nouvelles équipes, dont la sélection universitaire d’Afrique du Sud, participent à cette troisième édition du Centrale Sevens.
En 2010, le tournoi du Centrale Sevens s’ouvre au rugby à 7 féminin en créant un tournoi qui, comme son homologue masculin, devient de plus en plus compétitif.
De nombreux joueurs qui pratiquent ou ont pratiqué le rugby à 7 au niveau international, ont participé au Centrale Sevens, notamment Sekou Macalou (joueur français), Semi Kunatani (champion olympique avec l’équipe des Fidji en 2016), Tom Mitchell (joueur britannique), Charlotte Caslick (meilleure joueuse mondiale de rugby à 7 en 2015) ou encore Coralie Bertrand (joueuse française).
Depuis sa création, le tournoi a accueilli des clubs ou équipes nationales venants d’Afrique (Kenya, Maroc, Afrique du Sud) ; d’Europe (Angleterre, Allemagne, Espagne) ; d’Asie (Chine, Japon) ; d’Amérique (Brésil, Argentine) et d’Océanie (Nouvelle-Zélande, Fidji, Australie). Par exemple, l’édition 2016 compte 22 équipes de 14 nationalités différentes provenant de 4 continents.
Les éditions des années 2020 et 2021 ont été annulées à cause de la pandémie du Covid19. Le tournoi du Centrale Sevens a ainsi repris l'année 2022 et la dernière édition s'est déroulée en 2023, les 17 et 18 mai.

## Éditions

### Édition 2011
Le Centrale Sevens 2011 s'est joué à Chatenay-Malabry. Le tournoi masculin est remporté par l'équipe de France, et celui féminin par les Barbarians (France).
| Classement | Equipes masculines | Description                            | Equipes féminines | Description                            |
| ---------- | ------------------ | -------------------------------------- | ----------------- | -------------------------------------- |
| 1er        | France             | Equipe nationale                       | Barbarians        | Club de rugby à 7 français             |
| 2e         | Midi-Pyrénées      | Equipe française                       | Montpellier       | Equipe française                       |
| 3e         | Afrique du Sud     | Equipe nationale                       | Belgique          | Equipe nationale                       |
| 4e         | La Rochelle        | Equipe française                       | Euskadi           | Club élite de rugby à 7 au Pays Basque |
| 5e         | Chine              | Equipe nationale                       |                   |                                        |
| 6e         | Moldavie           | Equipe nationale                       |                   |                                        |
| 7e         | Belgique           | Equipe nationale                       |                   |                                        |
| 8e         | Oxford             | Equipe anglaise                        |                   |                                        |
| 9e         | Barbarians         | Club de rugby à 7 français             |                   |                                        |
| 10e        | Bulgarie           | Equipe nationale                       |                   |                                        |
| 11e        | Euskadi            | Club élite de rugby à 7 au Pays Basque |                   |                                        |
| 12e        | Kenya              | Equipe nationale                       |                   |                                        |

### Édition 2012
Le Centrale Sevens 2012 s'est joué à Chatenay-Malabry. Le tournoi masculin est remporté par les Stellenbosch (Afrique du Sud), et celui féminin par l'équipe nationale d'Ukraine.
| Classement | Equipes masculines | Description                            | Equipes féminines | Description                            |
| ---------- | ------------------ | -------------------------------------- | ----------------- | -------------------------------------- |
| 1er        | Stellenbosch       | Equipe sud-africaine                   | Ukraine           | Equipe nationale                       |
| 2e         | Oxford             | Equipe anglaise                        | France            | Equipe nationale                       |
| 3e         | France             | Equipe nationale                       | France            | Equipe nationale                       |
| 4e         | Euskadi            | Club élite de rugby à 7 au Pays Basque | Barbarians        | Club de rugby à 7 français             |
| 5e         | Sevens Academy     |                                        | Euskadi           | Club élite de rugby à 7 au Pays Basque |
| 6e         | La Rochelle        | Equipe française                       | Belgique          | Equipe nationale                       |
| 7e         | Belgique           | Equipe nationale                       |                   |                                        |
| 8e         | Chine              | Equipe nationale                       |                   |                                        |
| 9e         | Nouvelle-Zélande   | Equipe nationale                       |                   |                                        |
| 10e        | Nancy/Dijon        | Equipe française                       |                   |                                        |
| 11e        | Kenya              | Equipe nationale                       |                   |                                        |
| 12e        | Maroc              | Equipe nationale                       |                   |                                        |

### Édition 2013
Le Centrale Sevens 2013 s'est joué à Chatenay-Malabry. Le tournoi masculin est remporté par l'équipe universitaire française, et celui féminin par l'équipe universitaire développement de France.
| Classement | Equipes masculines | Description                    | Equipes féminines | Description                                  |
| ---------- | ------------------ | ------------------------------ | ----------------- | -------------------------------------------- |
| 1er        | France U           | Equipe universitaire française | France U Dév      | Equipe universitaire développement de France |
| 2e         | Stellenbosch       | Equipe sud-africaine           | France U 2        | Equipe universitaire française               |

### Édition 2014
Le Centrale Sevens 2014 s'est joué à Chatenay-Malabry. Le tournoi masculin est remporté par Johannesburg, et celui féminin par les Tribes 7's.
| Classement | Equipes masculines | Description                                                  | Equipes féminines | Description         |
| ---------- | ------------------ | ------------------------------------------------------------ | ----------------- | ------------------- |
| 1er        | Johannesburg       | Equipe de Johannesburg (Afrique du Sud)                      | Tribe 7's         | Equipe australienne |
| 2e         | JDC 7's            | Equipes barbarians d'anciens participants du Centrale Sevens | Allemagne         | Equipe nationale    |

Lucas Levy (JDC 7's) et Taleena Simon (Tribe 7's) ont élé élus meilleur joueur et meilleure joueuse de l'édition 2014 du Centrale Sevens.

### Édition 2015
Le Centrale Sevens 2015 s'est joué à Chatenay-Malabry,. Le tournoi masculin est remporté par les JDC 7's, et celui féminin par l'équipe universitaire de Paris.
| Classement | Equipes masculines | Description                                                  | Equipes féminines | Description                                                  |
| ---------- | ------------------ | ------------------------------------------------------------ | ----------------- | ------------------------------------------------------------ |
| 1er        | JDC 7's            | Equipes barbarians d'anciens participants du Centrale Sevens | Paris U           | Equipe universitaire parisienne                              |
| 2e         | France U           | Equipe universitaire française                               | Froggies Midol    | Club de rugby à 7 français                                   |
| 3e         | Western Cape       | Equipe sud-africaine                                         | Portugal          | Equipe nationale                                             |
| 4e         | Grenoble           | Equipe française                                             | Belgique          | Equipe nationale                                             |
| 5e         | La Rochelle        | Equipe française                                             | JDC 7's           | Equipes barbarians d'anciens participants du Centrale Sevens |
| 6e         | La Rochelle        | Equipe française                                             | Euskadi           | Club élite de rugby à 7 au Pays Basque                       |
| 7e         | Belgique           | Equipe nationale                                             | Ukraine           | Equipe nationale                                             |
| 8e         | Cape Town          | Equipe sud-africaine                                         | Tuks              | Université de Pretoria (Afrique du Sud)                      |
| 9e         | Belhar Rocket      | Equipe sud-africaine                                         |                   |                                                              |
| 10e        | Froggies Midol     | Club de rugby à 7 français                                   |                   |                                                              |
| 11e        | Euskarians         | Equipe de rugby au Pays Basque                               |                   |                                                              |
| 12e        | Lituanie           | Equipe nationale                                             |                   |                                                              |

### Édition 2016
Le Centrale Sevens 2016 s'est joué à Chatenay-Malabry les 12 et 13 mai. Le tournoi masculin et celui féminin ont été remporté par les Tribes 7's.
| Classement | Equipes masculines | Description                                                  | Equipes féminines | Description                              |
| ---------- | ------------------ | ------------------------------------------------------------ | ----------------- | ---------------------------------------- |
| 1er        | Tribes 7's         | Equipe australienne                                          | Tribes 7's        | Equipe australienne                      |
| 2e         | JDC 7's            | Equipes barbarians d'anciens participants du Centrale Sevens | Ukraine           | Equipe nationale                         |
| 3e         | Stellenbosch       | Equipe universitaire sud-africaine                           | Portugal          | Equipe nationale                         |
| 4e         | Portugal           | Equipe nationale                                             | Paris U           | Equipe universitaire de Paris            |
| 5e         | Belgique           | Equipe nationale                                             | Finlande          | Equipe nationale                         |
| 6e         | Maroc              | Equipe nationale                                             | Euskadi           | Club élite de rugby à 7 au Pays Basque   |
| 7e         | La Rochelle        |                                                              | Belgique          | Equipe nationale                         |
| 8e         | Oxford             | Equipe anglaise                                              | Windmills         | Equipe nationale développement d'Irlande |
| 9e         | Heidelberg         | Equipe allemande                                             | Tuks              | Université de Pretoria (Afrique du Sud)  |
| 10e        | Euskadi            | Club élite de rugby à 7 au Pays Basque                       | Géorgie           | Equipe nationale                         |
| 11e        | Serdan Angels      | Equipe malaisienne                                           |                   |                                          |
| 12e        | Paris U            | Equipe universitaire de Paris                                |                   |                                          |

Maelann Perret-Tourlonias (JDC 7's) a été élu meilleur joueur de l'édition 2016 du Centrale Sevens.

### Édition 2017
Le Centrale Sevens 2017 s'est joué à Chatenay-Malabry. Le tournoi masculin est remporté par l'équipe fidienne Yamacia, et celui féminin par l'équipe nationale développement de France.
| Classment | Equipes masculines  | Description                                                 | Equipes féminines | Description                              |
| --------- | ------------------- | ----------------------------------------------------------- | ----------------- | ---------------------------------------- |
| 1er       | Yamacia             | Equipe fidienne                                             | France            | Equipe nationale développement de France |
| 2e        | Paris U             | Equipe universitaire parisienne                             | Windmills         | Equipe nationale développement d'Irlande |
| 3e        | Galles              | Equipe nationale développement du Pays de Galles            | Belgique          | Equipe nationale                         |
| 4e        | Heidelberg          | Equipe nationale                                            | Ukraine           | Equipe nationale                         |
| 5e        | France              | Equipe nationale développement de France                    | Portugal          | Equipe nationale                         |
| 6e        | Portugal            | Equipe nationale                                            | Tuks              | Université de Pretoria (Afrique du Sud)  |
| 7e        | JDC 7's             | Equipe barbarians d'anciens participants du Centrale Sevens | Finlande          | Equipe nationale                         |
| 8e        | La Rochelle         |                                                             | Tunisie           | Equipe nationale                         |
| 9e        | Oxford              | Equipe anglaise                                             | Cambridge         | Equipe anglaise                          |
| 10e       | Cambridge           | Equipe anglaise                                             | Géorgie           | Equipe nationale                         |
| 11e       | Tianjin             | Equipe chinoise                                             |                   |                                          |
| 12e       | Centrale Barbarians | Equipe parisienne                                           |                   |                                          |

Les meilleurs joueurs du Centrale Sevens 2017 sont Elizabeth Janse Van Rensburg (Tuks) pour les femmes, et Joe Jenkins (Wales) pour les hommes.

### Édition 2018
Le Centrale Sevens 2018 s'est joué à Chatenay-Malabry. Le tournoi masculin est remporté par les Seventise (France), et celui féminin par les Tuks (Afrique du Sud).
| Classement | Equipes masculines | Description                                      | Equipes féminines | Description                              |
| ---------- | ------------------ | ------------------------------------------------ | ----------------- | ---------------------------------------- |
| 1er        | Seventise          | Champions de France, vainqueurs du Circuit Elite | Tuks              | Université de Pretoria (Afrique du Sud)  |
| 2e         | La Rochelle U      | Equipe universitaire de La Rochelle              | Ramblin Jesters   |                                          |
| 3e         | Racing 92 Espoirs  | Équipe professionnelle espoir francilienne       | Wales 7s          | Equipe nationale du Pays de Galles       |
| 4e         | Ramblin Jesters    |                                                  | Windmills         | Equipe nationale développement d'Irlande |
| 5e         | Johannesburg       | Equipe de Johannesburg (Afrique du Sud)          | Ukraine           | Equipe nationale                         |
| 6e         | Finlande           | Equipe nationale                                 | Belgique          | Equipe nationale                         |
| 7e         | Allemagne          | Equipe nationale                                 | Suède             | Equipe nationale                         |
| 8e         | Toulon U           | Equipe universitaire de Toulon                   | Finlande          | Equipe nationale                         |
| 9e         | Euskadi            | Club élite de rugby à 7 au Pays Basque           | Géorgie           | Equipe nationale                         |
| 10e        | Ocean's 7          | Equipe parisienne                                | Nandù Argentina   | Club de rugby argentin                   |
| 11e        | Belgique           | Equipe nationale                                 | Allemagne         | Equipe nationale                         |
| 12e        | Kenya              | Equipe nationale                                 |                   |                                          |

Les meilleurs joueurs du Centrale Sevens ont été, en 2018, Raphaël Sanchez (La Rochelle) pour les hommes et Elizabeth Janse Van Rensburg (Tuks) pour les femmes.

### Édition 2019
Le Centrale Sevens 2019 s'est joué au stade municipal d'Orsay les 8 et 9 mai. Le tournoi masculin est remporté par le Racing 92 Espoirs, et celui féminin par les Springboks 7s (Afrique du Sud).
| Classement | Équipes masculines  | Description                                      | Équipes féminines | Description                              |
| ---------- | ------------------- | ------------------------------------------------ | ----------------- | ---------------------------------------- |
| 1er        | Racing 92Espoirs    | Équipe professionnelle espoir francilienne       | Afrique du Sud    | Équipe nationale                         |
| 2e         | Scavengers          | Equipe parisienne                                | Ukraine           | Equipe nationale                         |
| 3e         | Seventise           | Champions de France, vainqueurs du Circuit Elite | IDF U             | Équipe universitaire d'Île-de-France     |
| 4e         | Belgique            | Équipe nationale développement de Belgique       | Tuks              | Université de Pretoria (Afrique du Sud)  |
| 5e         | Yamacia             | Équipe fidjienne                                 | Tunisie           | Équipe nationale                         |
| 6e         | Allemagne           | Équipe nationale développement d'Allemagne       | Ocean's 7         | Équipe parisienne                        |
| 7e         | République tchèque  | Équipe nationale                                 | Guanabara         | Équipe brésilienne originaire de Jio     |
| 8e         | Ocean's 7           | Équipe parisienne                                | Géorgie           | Équipe nationale                         |
| 9e         | Toulon U            | Équipe universitaire de Toulon                   | Johannesbourg     | Équipe de Johannesbourg (Afrique du Sud) |
| 10e        | Centrale Barbarians | Équipe parisienne                                |                   |                                          |

Les meilleurs joueurs élus cette année sont Zani Dembele (Racing 92) et Nadine Roos (Afrique du Sud).

### Édition 2022
Le Centrale Sevens 2022 s'est joué au stade municipal d'Orsay les 18 et 19 mai. Le tournoi masculin est remporté par les Seventise (France), et celui féminin par les Tuks (Afrique du Sud).
| Classement | Equipes masculines     | Description                                      | Equipes féminines | Description                             |
| ---------- | ---------------------- | ------------------------------------------------ | ----------------- | --------------------------------------- |
| 1er        | Seventise              | Champions de France, vainqueurs du Circuit Elite | Tuks              | Université de Pretoria (Afrique du Sud) |
| 2e         | Stade Français Espoirs | Equipe espoir francilienne                       | Euskadi           | Club élite de rugby à 7 du Pays Basque  |
| 3e         | Allemagne              | Equipe nationale développement d'Allemagne       | Géorgie           | Equipe nationale                        |
| 4e         | Espagne                | Equipe nationale développement d'Espagne         | Leman Flames      | Equipe de rugby à 7 suisse              |
| 5e         | Euskadi                | Club élite de rugby à 7 du Pays Basque           |                   |                                         |
| 6e         | Wonder 7s              | Equipe de rugby à 7 parisienne                   |                   |                                         |

### Édition 2023
Le Centrale Sevens 2023 s'est joué au stade municipal d'Orsay les 17 et 18 mai. Le tournoi masculin est remporté par la Géorgie et celui féminin par l'Allemagne (Equipe nationale développement).
| Classement | Equipes masculines | Description                                | Equipes féminines | Description                                |
| ---------- | ------------------ | ------------------------------------------ | ----------------- | ------------------------------------------ |
| 1er        | Géorgie            | Equipe nationale                           | Allemagne         | Equipe nationale développement d'Allemagne |
| 2e         | Godfathers         | Equipe anglaise                            | Géorgie           | Equipe nationale                           |
| 3e         | Burkina Faso       | Equipe nationale                           | Savvy Sevens      | Equipe anglaise                            |
| 4e         | Allemagne          | Equipe nationale développement d'Allemagne | Wonder 7s         | Equipe de rugby à 7 parisienne             |
| 5e         | Seventise          | Equipe française                           | Euskadi           | Club élite de rugby à 7 au Pays Basque     |
| 6e         | Orsay-7F           | Equipe française                           | Tuks              | Université de Pretoria (Afrique du Sud)    |
| 7e         | UBB Sevens         | Equipe française                           | Lims’ettes        | Equipe française                           |
| 8e         | Espagne            | Equipe nationale                           | Switzers          | Equipe suisse                              |
| 9e         | Wonder 7s          | Equipe de rugby à 7 parisienne             |                   |                                            |
| 10e        | Switzers           | Equipe suisse                              |                   |                                            |

### Filmographie
Vidéo de l'histoire du Centrale Sevens https://www.youtube.com/watch?v=PrjGW_LvxZs